# Осечкин, Владимир Валерьевич
Влади́мир Вале́рьевич Осе́чкин (род. 14 июня 1981, Куйбышев) — российский правозащитник, бывший предприниматель. Основатель общественного проекта «Гулагу-нет!». В 2015 году эмигрировал во Францию, где затем стал одним из основателей ассоциации «New Dissidents Foundation» (NDF, рус. Фонд Новые диссиденты).

## Биография

### Происхождение
Дед Владимира Осечкина был крупным советским чиновником.
Родители Владимира — советские интеллигенты: отец — журналист, мать — врач-кардиолог.
Владимир Осечкин родился в 1981 году в Куйбышеве, РСФСР.

### В России
Детство и юность Владимира пришлось на время распада СССР. Учась в школе, Владимир Осечкин зарабатывал деньги мытьём машин, организацией викторины, торговал дизельным топливом. Чтобы противостоять местным бандитам, мечтал попасть на работу «в органы», лучше всего в ФСБ.
Поступил на юридический факультет Самарского университета. Параллельно продолжал подрабатывать предпринимательством, продавал фарфоровые сервизы.
В начале 2000-х годов студент Владимир Осечкин был арестован в Самаре по обвинению «в убийстве». Из него пытались выбить признание, однако адвокат помог ему доказать свою непричастность и его освободили после трёх месяцев содержания под стражей. Разочаровавшись в юридической системе России, Осечкин ушёл из Самарского университета, не закончив обучение. Окончательно решив заняться предпринимательской деятельностью, Владимир переехал в Москву, занялся перепродажей подержанных иномарок в регионы.
В 2004 году Осечкин открыл свой автомобильный торговый центр «Бестмоторс» под Красногорском в Московской области.
К 2007 году предприниматель Осечкин уже имел несколько автосалонов и пейнтбольный клуб. В 2007 году местный Департамент экономической безопасности МВД начал проверку его автосалонов, а сам Осечкин получил сведения, что против него хотят завести дело о «мошенничестве», но он может откупиться, если даст взятку. Владимир, будучи уверенным в чистоте своего бизнеса, отказался, однако сотрудники МВД начали давить на сотрудников салона и они согласились продать несколько автомобилей «мимо кассы». За это Осечкин был обвинён в «экономических преступлениях» (статьи 159 ч. 4, ст. 160 ч. 4 и ч. 3, и ст. 174-1 ч. 4 УК РФ), задержан и надолго помещён в СИЗО. Сидел в Бутырском, Коломенском, Можайском изоляторах, в СИЗО-4 в Медведкове. Находясь в заключении, постоянно писал жалобы на бесчинства в изоляторе и нарушение его прав, а также на организаторов его заключения, которые в итоге сами были осуждены за получение взяток.
Я сохранял себя, чтобы выйти на свободу, надеть рубашку с галстуком и снова стать бизнесменом.
В 2010 году долгая процедура следствия была закончена, и Осечкин был формально осуждён «на 7 лет лишения свободы». Через год был освобождён по УДО, проведя в заключении в общей сложности 4 года.
В 2011 году, после освобождения, познакомившись с Ольгой Романовой, муж которой — предприниматель Алексей Козлов в то время также был обвинён «в мошенничестве» и находился в заключении, Владимир Осечкин быстро вошёл в среду российских оппозиционеров и правозащитников, принимал участие в деятельности движения «Русь сидящая». В том же году Осечкин создал свой собственный общественный проект «Гулагу-нет!», основной деятельностью которого стало противодействие пыткам, коррупции в российской исправительной системе и защита прав заключённых в российских пенитенциарных учреждениях.
В 2012 году Владимир Осечкин инициировал появление в России услуг по страхованию заключённых. Осечкин придерживался позиции недопустимости вмешательства спецслужб любых стран в работу пенитенциарной исправительной системы и в свободное волеизъявление гражданского населения своих и других стран, выступил против протестов на Болотной площади, считая, что многие деятели российской «несистемной» оппозиции находятся под «грантовым» влиянием иностранных спецслужб. Тогда же, из-за этой своей позиции, Владимир разошёлся во взглядах и вошёл в конфликт с Ольгой Романовой и многими «старыми правозащитниками»:
Это элитарная тусовка, в силу сложившейся субкультуры у них не принято хвалить власть, даже если она сделала что-то хорошее.
В 2013 году Осечкин стал координатором по связям с негосударственными структурами проекта «Йополис» Максима Ноготкова.

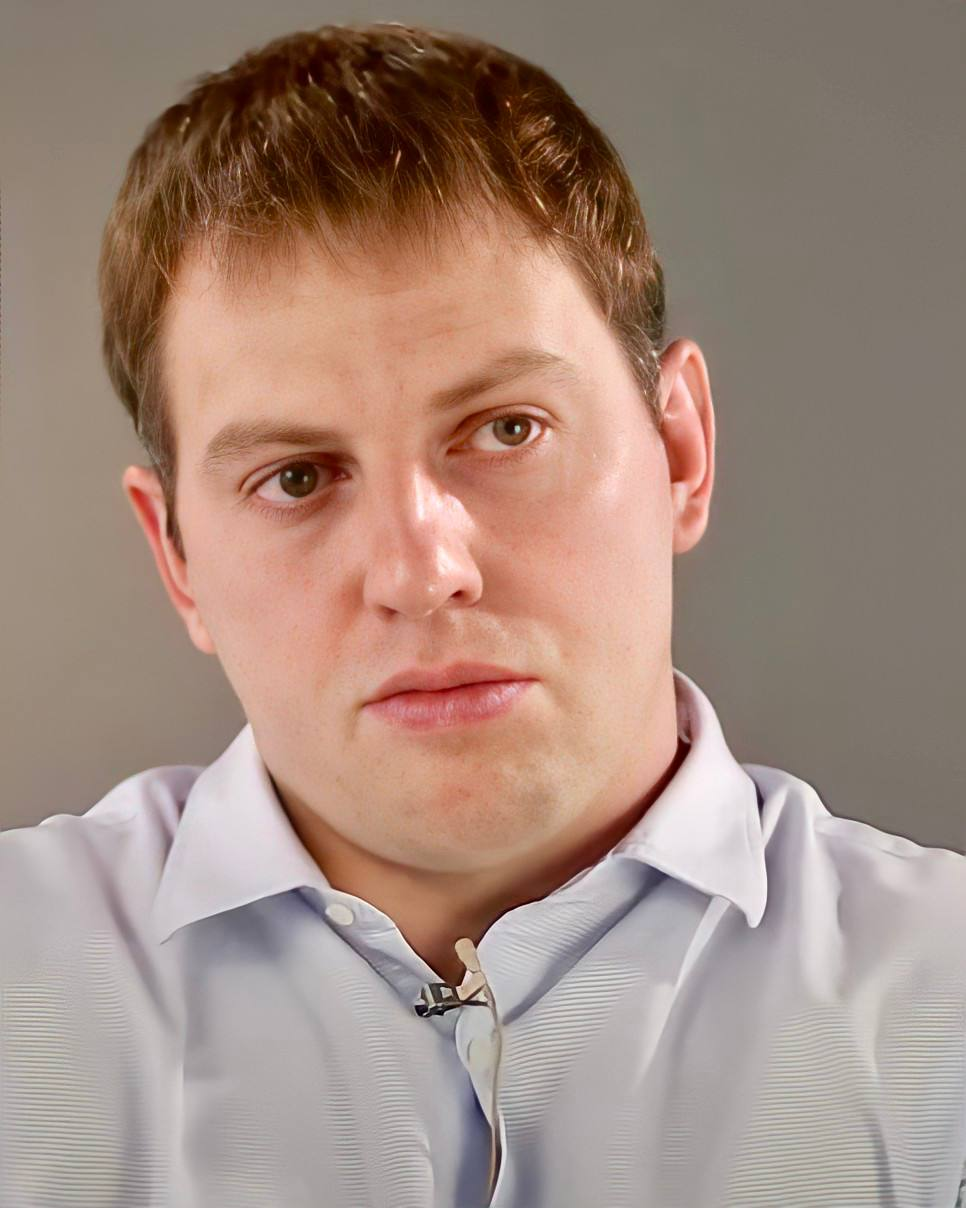
Осечкин в 2014 году

В 2014 году Владимир Осечкин был приглашён и стал руководителем рабочей группы Госдумы РФ по развитию общественного контроля и защите прав граждан в местах принудительного содержания, экспертом рабочей группы по содействию ОНК в Совете при президенте по правам человека. Став частью официальных властных структур РФ, Осечкин поддерживал российский закон об иностранных агентах, чем продолжал вызывать недовольство многих «грантовых» оппозиционеров и «старых правозащитников», которые обвиняли его в «мошенничестве от правозащиты», «сотрудничестве с ФСБ» и в «стремлении подмять под себя и под силовиков правозащиту в России». Однако сам Осечкин в ОНК тогда не входил из-за своей непогашенной судимости.
В 2014 году, Осечкин заявлял о вмешательстве западных спецслужб в события на Украине и активно выступал с осуждением Евромайдана и смены власти на Украине в феврале 2014 года, приветствовал аннексию Крыма, принял участие в акциях «Антимайдана» в России. Позже он оправдывал свои действия «влиянием резко активизировавшейся антиукраинской пропаганды российских СМИ», которой он якобы не мог избежать.
Однако, предпринимая активные действия по предотвращению, в том числе, и коррупции в среде крупных российских чиновников, Осечкин постепенно вошёл в конфликт с официальной властью. 29 июня 2014 года на российском телеканале НТВ был выпущен фильм-«расследование» «Левозащитники», которым против Осечкина была начата кампания дискредитации.
Я уже больше года хожу на волосок от посадки, занимаюсь самыми острыми вопросами, с одной стороны я вошел в сферу интересов воров, с другой — оперативного управления ФСИН, и ни тем, ни тем спуска не даю и не даю им распоряжаться судьбами людей.
Сотрудники проекта «Гулагу-нет!» тогда посчитали, что окончательной причиной недовольства властей стало вмешательство рабочей группы Осечкина в 2015 году в дело Евгении Васильевой. Зоя Светова и другие «старые правозащитники» предполагали, что настоящей причиной недовольства властей стало вмешательство рабочей группы Осечкина в 2015 году в дело об убийстве Бориса Немцова, а именно то, что Владимир Осечкин, узнав, что обвиняемых по делу об убийстве Бориса Немцова при задержании пытали, попросил своих подчинённых, работавших в его группе и в то же время бывших членами ОНК Москвы Еву Меркачеву и Андрея Бабушкина, отправиться в СИЗО «Лефортово» для проверки этой информации.
В 2015 году в отношении Владимира Осечкина было возбуждено новое уголовное дело по статье «о мошенничестве», а также усилена кампания дискредитации, в которую постепенно были вовлечены пользователь веб-сайта «Гулагу-нет» Денис Солдатов, который стал давать показания против Осечкина, а затем также и некоторые деятели российской «системной» и «несистемной» оппозиции, такие как председатель ОНК Москвы Антон Цветков, глава «Руси сидящей» Ольга Романова, Зоя Светова, Олег Лурье и др.
В сентябре 2015 года, Осечкин, после проведённых у него обысков, был вынужден бежать из России в Европу, в чём ему, среди прочих, оказал помощь предприниматель и правозащитник Пьер Афнер.

### Во Франции
Поселившись во Франции, Осечкин продолжил за рубежом правозащитную деятельность и руководство проектом Gulagu.net.
В 2020 году в России было принято заочное решение об аресте Владимира Осечкина. Сам Осечкин связывает уголовное преследование со своей правозащитной деятельностью.
В феврале 2021 года Осечкин стал одним из основателей ассоциации «New dissidents foundation» (рус. «Фонд Новые диссиденты»; «NDF»). В октябре 2021 года Осечкин сыграл ключевую роль в эвакуации из России и Белоруссии белорусского информатора Сергея Савельева, передавшего организации Gulagu.net копию электронного архива из компьютерной сети ФСИН России со свидетельствами пыток заключённых. 12 ноября 2021 года МВД России повторно объявило Осечкина в розыск.
8 февраля 2022 года Владимир Осечкин рассказал, что ему поступили угрозы убийством. Эту информацию он получил от двух источников из России и чеченской диаспоры во Франции.
В феврале 2022 года осудил военное вторжение РФ на Украину. В августе 2022 года Осечкин сыграл ключевую роль в эвакуации из России участника военного вторжения РФ на Украину российского десантника Павла Филатьева, написавшего автобиографическую антивоенную книгу «ZOV 56» и осудившего российско-украинскую войну.
В сентябре 2022 года Владимир Осечкин сообщил, что на него была совершена попытка покушения, в которой участвовал снайпер, властями Франции Осечкину была выделена специальная охрана.
23 сентября 2022 года Осечкин, совместно с Пьером Афнером провели международный прямой эфир по поводу начатой в России мобилизации. К прямому эфиру, по телефону, присоединился Павел Филатьев. Все участники прямого эфира на русском и французском языках обратились к своим зрителям, резко осудили эскалацию военных усилий РФ в войне с Украиной и поделились своим опытом и советами со всеми желающими эвакуироваться из России.
29 марта 2023 года Владимир Осечкин сообщил, что проект «New dissidents foundation» приостанавливает эвакуацию из России военных и силовиков, выступивших против вторжения в Украину. Причиной стало интервью Павла Филатьева — десантника, который, вернувшись с войны в Украине, написал книгу «ZOV 56» с критикой российской армии и был вывезен из страны. В интервью шведскому журналисту Филатьев сказал, что ряд задержанных им и его сослуживцами украинцев в последующем были убиты. Так как об этом не рассказывалось прежде, в том числе в книге, это было воспринято как сокрытие информации о причастности к совершённым военным преступлениям.
18 апреля бывший заключённый Азамат Улдаров заявил о шантаже со стороны Владимира Осечкина, который, по его словам, угрожал опубликовать видео с издевательствами над ним в туберкулёзной больнице во время отбывания наказания и требовал от него зачитывать слова под диктовку во время интервью. После сообщения Улдарова агентству ФАН Осечкин действительно выложил видео с издевательствами.

## Критика
11 сентября 2023 года издание «Проект» Романа Баданина опубликовало профайл Владимира Осечкина. В нём издание обвиняет Осечкина в том, что он тайно зарабатывал деньги на помощи заключенным и бывшим силовикам с получением политического убежища в Европе. Как утверждает «Проект», Осечкин также приписывает себе эвакуации, которых не проводил. «Проект» также обратил внимание на «абсурдные сенсации» и вызывающие сомнения сообщения, источником которых выступает Осечкин. Упоминается факт того, что власти Франции не нашли подтверждений о покушении на Осечкина в сентябре 2022 года, что правозащитник отвергает. Осечкин регулярно публично обвиняет российских правозащитников, информаторов и журналистов в работе на спецслужбы, не публикуя какие-либо доказательства.
В ответ на обвинения в телеграм-канале Gulagu.net появилась запись, что профайл «Проекта» — это «нагромождение фактов и бездоказательной лжи», которое «выдают за „расследование“».

## Семья
Супруга — Камилла Рахматуллина.